# براندون هاركنز
براندون هاركنز (بالإنجليزية: Brandon Harkins)‏ هو لاعب غولف أمريكي، ولد في 13 يوليو 1986 في لافاييتي في الولايات المتحدة.

## وصلات خارجية
- براندون هاركنز على موقع رابطة لاعبي الغولف المحترفين (الإنجليزية)
- براندون هاركنز على موقع التصنيف العالمي الرسمي للغولف (الإنجليزية)